# Вазоген
Вазоген (лат. Vasogenum) — смесь вазелинового масла с аммиачной солью олеиновой кислоты.
Благодаря присутствию аммиачной соли олеиновой кислоты, вазоген обладает свойством не только давать эмульсию с водными растворами, но и хорошо растворять некоторые вещества; такие растворы, будучи введены внутрь, хорошо всасываются, ввиду чего вазоген широко используется в качестве основы для многих препаратов как для наружного, так и для внутреннего применения (например: иод-вазоген).
Представление о вазогене, как о продукте окисления вазелина, согласно «БСЭ1», неосновательно, так как вазелин (а соответственно и парафины) к окислению практически неспособны.